# Laudakia papenfussi
Laudakia papenfussi es una especie de iguanios de la familia Agamidae.

## Distribución geográfica yhábitat
Es endémica de los montanos del oeste del Tíbet. Su rango altitudinal oscila alrededor de 3300 m s. n. m..